# Portrait d'Éléonore de Médicis, duchesse de Mantoue
Le Portrait d'Eléonore de Médicis, duchesse de Mantoue est une peinture à l'huile sur toile de 84 × 67 cm réalisée par le peintre flamand Frans Pourbus le Jeune. Datable de 1603 environ, elle est conservée dans la Galerie Palatine du Palais Pitti, à Florence.
Le portrait a fait partie de la collection des Gonzague.